# Tom Long
Tom Long (Boston, Massachusetts, USA, 1968. augusztus 3. – 2020. január 4.) ausztrál színész.

## Filmjei
Mozifilmek
- Vidéki élet (Country Life) (1994)
- Doing Time for Patsy Cline (1997)
- Kéz és ököl (Two Hands) (1999)
- Strange Planet (1999)
- Kockázat (Risk) (2000)
- Műholdvevő a birkák közt (The Dish) (2000)
- Kacsamese (Hildegarde) (2001)
- The Book of Revelation (2006)

Tv-filmek
- The Leaving of Liverpool (1992)
- The Last of the Ryans (1997)
- Vért vagy életet! (Do or Die) (2001)
- Hegycsuszamlás (Heroes' Mountain) (2002)
- BlackJack: At the Gates (2006)
- Joanne Lees: Murder in the Outback (2007)

Tv-sorozatok
- Irány a túlsó part (SeaChange) (1998–2000, 38 epizódban)
- Oroszlánkölykök (Young Lions) (2002, 22 epizódban)
- Túlvilági történetek (Two Twisted) (2006, egy epizódban)
- 'Mindentől keletre (East of Everything) (2008–2009, 13 epizódban)
- Woodley (2012, TV Series, öt epizódban)